# Линия Тиёда (Tokyo Metro)
Линия Тиёда (яп. 千代田線 Тиёда-сэн) — одна из линий Токийского метрополитена, относится к сети Tokyo Metro.
Полное название — Линия 9: Тиёда (яп. 9号線千代田線 кю:го: сэн тиёда-сэн). Протяжённость составляет 24 км. Линия обслуживает следующие районы Токио: Адати, Аракава, Бункё, Тиёда, Минато и Сибуя. Проходит также через район Тайто, но не имеет станции на этом промежутке. На всех станциях линии установлены автоматические платформенные ворота.
На картах, схемах и дорожных указателях линия изображена зелёным цветом, а её станции отмечены значком .

## Станции
- Все станции расположены в Токио.
- Остановки:
  - Местные составы останавливаются на каждой станции.
  - Экспрессы Одакю Romancecar останавливаются на станциях помеченных символом «●» и не останавливаются на станциях помеченных символом «｜».
  - Экспрессы Одакю Bay Resort не останавливаются на станциях помеченных символом «▲». (Покидает линию Тиёда на станции Касумигасэки.)
  - Все экспрессы останавливаются на станции Ёёги-Уэхара для смены обслуживающего персонала, но пассажиры не могут сходить или садиться на данной станции.

### Основная линия
| Номер станции | Станция           | Японское название | Расстояние (км) | Расстояние (км) | Limited Express | Пересадки | Расположение |
| Номер станции | Станция           | Японское название | Между станциями | Всего           | Limited Express | Пересадки | Расположение |
| ------------- | ----------------- | ----------------- | --------------- | --------------- | --------------- | --- | ------------ |
| C-01          | Ёёги-Уэхара       | 代々木上原        | -               | 0.0             | ※               | Линия Одавара (сквозное сообщение до станции до станции Хон-Ацуги, так же через линию Тама до станции Каракида; экспрессы через линию Hakone Tozan Railway до станции Хаконэ-Юмото) | Сибуя        |
| C-02          | Ёёги-Коэн         | 代々木公園        | 1.0             | 1.0             | ｜              | | Сибуя        |
| C-03          | Мэйдзи-Дзингумаэ  | 明治神宮前        | 1.2             | 2.2             | ｜              | Линия Фукутосин (F-15) Линия Яманотэ (Харадзюку) | Сибуя        |
| C-04          | Омотэсандо        | 表参道            | 0.9             | 3.1             | ●               | Линия Хандзомон (Z-02), Линия Гиндза (G-02) | Минато       |
| C-05          | Ногидзака         | 乃木坂            | 1.4             | 4.5             | ｜              | | Минато       |
| C-06          | Акасака           | 赤坂              | 1.1             | 5.6             | ｜              | | Минато       |
| C-07          | Коккай-Гидзидомаэ | 国会議事堂前      | 0.8             | 6.4             | ｜              | Линия Маруноути (M-14), Линия Намбоку (Тамэикэ-Санно: N-06), Линия Гиндза (Тамэикэ-Санно: G-06)                                                                                     | Тиёда        |
| C-08          | Касумигасэки      | 霞ケ関            | 0.8             | 7.2             | ▲               | Линия Маруноути (M-15), Линия Хибия (H-06) | Тиёда        |
| C-09          | Хибия             | 日比谷            | 0.8             | 8.0             | ｜              | Линия Хибия (H-07), Линия Юракутё (Юракутё: Y-18) Линия Мита (I-08) Линия Яманотэ, Линия Кэйхин-Тохоку (Юракутё) Подземный переход до станций Гиндза и Хигаси-гиндза                | Тиёда        |
| C-10          | Нидзюбаси-маэ     | 二重橋前          | 0.7             | 8.7             | ｜              | | Тиёда        |
| C-11          | Отэмати           | 大手町            | 0.7             | 9.4             | ●               | Линия Тодзай (T-09), Линия Маруноути (M-18), Линия Хандзомон (Z-08) Линия Мита (I-09)                                                                                               | Тиёда        |
| C-12          | Син-Отяномидзу    | 新御茶ノ水        | 1.3             | 10.7            | ｜              | Линия Маруноути (Авадзитё: M-19) Линия Синдзюку (Огавамати: S-07) Линия Тюо-Собу, Линия Тюо (Скорая) (Отяномидзу)                                                                   | Тиёда        |
| C-13          | Юсима             | 湯島              | 1.2             | 11.9            | ｜              | | Бункё        |
| C-14          | Нэдзу             | 根津              | 1.2             | 13.1            | ｜              | | Бункё        |
| C-15          | Сэндаги           | 千駄木            | 1.0             | 14.1            | ｜              | | Бункё        |
| C-16          | Ниси-Ниппори      | 西日暮里          | 0.9             | 15.0            | ｜              | Линия Яманотэ, Линия Кэйхин-ТОхоку Nippori-Toneri Liner (02) | Аракава      |
| C-17          | Матия             | 町屋              | 1.7             | 16.7            | ｜              | Линия Кэйсэй Линия Аракава (Тодэн) (Матия-Экимаэ) | Аракава      |
| C-18          | Кита-Сэндзю       | 北千住            | 2.6             | 19.3            | ●               | Линия Хибия (H-21) Линия Дзёбан Линия Скайтри (Тобу) Tsukuba Express (05) | Адати        |
| C-19          | Аясэ              | 綾瀬              | 2.6             | 21.9            |                 | Линия Дзёбан (сквозное сообщение до станции Торидэ) Линия Тиёда (до станции Кита-Аясэ)                                                                                              | Адати        |

1. ↑  Станция используется линиями Tokyo Metro и Odakyu Electric Railway; Odakyu Electric Railway управляет станцией.
2. 1 2  Станция используется линиями Tokyo Metro и JR East; Tokyo Metro управляет станцией.

### Ответвление
Обе станции расположены в районе Адати.
| Номер станции | Станция   | Японское название | Расстояние (км) | Расстояние (км) | Пересадки                                         |
| Номер станции | Станция   | Японское название | Между станциями | Всего           | Пересадки                                         |
| ------------- | --------- | ----------------- | --------------- | --------------- | ------------------------------------------------- |
| C-19          | Аясэ      | 綾瀬              | -               | 21.9            | Линия Тиёда (до станции Ёёги-Уэхара) Линия Дзёбан |
| C-20          | Кита-Аясэ | 北綾瀬            | 2.1             | 24.0            |                                                   |

### Комментарии
1. ↑  На участке Аясэ — Кита-Аясэ